# Qianlong (dinosaure)
Qianlong shouhu
Pour les articles homonymes, voir Qianlong (homonymie).
Genre
Espèce
Qianlong (qui signifie « dragon de la province du Guizhou ») est un genre fossile de dinosaures sauropodomorphes basaux de la formation de Ziliujing du Jurassique inférieur de Chine. Selon Paleobiology Database en 2024, ce genre est resté monotypique avec pour seule espèce Qianlong shouhu.

## Classification
Le genre Qianlong et l'espèce Qianlong shouhu sont décrits en 2023 par le paléontologue chinois Feng-Lu Han (d) et son équipe.

### Fossiles
Le genre contient une seule espèce, Qianlong shouhu, connue à partir des squelettes partiels de trois individus adultes, associés à plusieurs œufs dont certains contiennent des embryons. Il s’agit peut-être des œufs les plus anciens actuellement connus,,.

## Publication originale
- [2023] (en) F. Han, Y. Yu, S. Zhang, R. Zeng, X. Wang, H. Cai, T. Wu, Y. Wen, S. Cai et C. Li, « Exceptional early Jurassic fossils with leathery eggs shed light on dinosaur reproductive biology », National Science Review,‎ 2023 (DOI 10.1093/nsr/nwad258 ).